# Regner Lynegaard
Regner Lynegaard (3. juni 1913 – 17. december 1997) var en dansk kunstmaler.
Han var elev af maleren Ebba Kruuse (1898–1947) og udstillede bl.a. hos Jørgen Haslund i Klosterstræde 8 i København 1941 og på Kunstnernes Efterårsudstilling 1943.
Hans produktion før 1945 omfatter primært malerier af steder i København og fødeegnen ved Viby Sjælland, stillebener og enkelte portrætter. Efter 1945 omfatter hans produktion primært stemningsmalerier af bygninger og steder i Virum, herunder Mølleåen, samt stillebener af blomster og grøntsager.